# Johannes Stark
Johannes Stark (n. 15 aprilie 1874, Freihung, Bavaria, Imperiul German – d. 21 iunie 1957, Traunstein, Bavaria, Germania) a fost fizician german, laureat al Premiului Nobel pentru Fizică în 1919.
Julius Stark este cunoscut mai ales pentru un efect de mare importanță pentru cele mai variate domenii din fizica și astronomie, care se numește efectul Stark și care se referă la influența câmpurilor electrice asupra mișcării particulelor cuantice cu sarcina electrica.
Johannes Stark a fost un nazist activ. În 1947 a fost condamnat la 4 ani de închisoare de o instanță juridică de denazificare.